# Наргиле
Наргиле (на хинди: हुक्का; на урду: حقہ hukka; на арабски: شيشة или أركيلة, на турски: nargile) е средство за пушене. Известно още като водна лула. Произлиза от Индия, широко разпространено в арабския свят. Представлява тръба, на която от единия ѝ край е поставен тютюн, индиректно нагрят на огън, а тръбата води до стъклен съд с вода, в който се филтрира димът и после се вдишва от един или няколко маркуча. Може да се използва да се пуши тютюн, билки и плодове. 

## История на наргилето
Независимо че наргилето се свързва изцяло с традициите на Ориента, съществуват няколко крайно противоречиви хипотези за произхода му. Едни изследователи го свързват с Европа, други с Америка, трети с Индия, Персия, Африка и т.н. Европейските автори, свързвайки наргилето с официалната (и общоприета) история на тютюна, изтъкват американския му произход и, съответно – европейския му способ на използване. Според тях именно жители на Европа са научили африканците и азиатците да пушат тютюн. Никой по света нямаше да смърка и пуши, казват те, ако това растение не бе пренесено на Стария континент от Америка. Всичко това ги кара да смятат, че произходът на наргилето със сигурност трябва да се търси при коренните жители на американския континент.[източник? (Поискан днес)]

#### Къде първо се е появило наргилето?
Наргилето се е появило първо в Индия, а след това чрез Персия бързо се е разпростралнило в страните от Близкия изток, Източна Азия, Египет, в Арабия, Северна и Източна Африка и на цялата територия на Османската империя. Навсякъде наргилето е наричано по различен начин и затова днес то има около 40 имена, всичките с персийски произход. Индийците използвали наргилето като приспособление за получаване на обезболяващо средство, тъй като вместо тютюн те използвали хашиш, смесен с други лекарствени растения и подправки. Употребявали повторно и смолата, която се отделяла при горененто на сместа.[източник? (Поискан днес)]
По това време наргилето изглеждало като кокосов орех от палмата Нарцил, която расте в Индия. Меката сърцевина на ореха се отделяла, пробивали се две дупки, като в едната поставяли сламка, а смеската от тревите слагали вътре. Това всъщност била първата и най-простата форма на съвременното наргиле. Точно с името на палмата – Нарцил, е свързано и съвремменото име на наргилето. По-късно примитивният уред за пушене през вода и смес от растения достига до Египет по различни маршрути, като външният му вид многократно е променян. В Египет например колбата се е правела не от орех, а от куха тиква. Въпреки че името „нарцил“ тук-там се използва все още, поради различните езици и различното произнасяне на звуковете, то постепенно се изменило до днешните „нархиле“ или „наргиле“.[източник? (Поискан днес)]
Персите се запознават с наргилето по-късно и също се влюбват в него. Те на свой ред също го променят и допълват. Колбата вече се прави от порцелан, сламката е заменена с мека тръбичка от животински жили или змийска кожа, която е по-мека и по-практична, но най-важното – по-дълготрайна. Те наричат тази част на наргилето „marpic“, което в превод от персийски означава „змийска опашка“. По това време е открит тютюнът и персите започват да експериментират с него. Точно поради това те модернизират уреда. Измислят табличката, която се закрепя над колбата и на която се поставя тютюнът. Подносите се правят от бронз, което позволява наргилето да се използва по-дълго. Наричат го „ser“, което означава глава.[източник? (Поискан днес)]
Почти по същото време с наргилето се запознават и арабските племена и то навлиза трайно в битието им.[източник? (Поискан днес)]
Тезата за персийкси произход на наргилето се поддържа най-категорично от изследователя Дю Туи. Интересувайки се от произхода на хашиша, той нееднократно отбелязва, че за пушене на хашиш персите използват водна тръбичка – т. нар. „dakka“.[източник? (Поискан днес)]

## Устройство и употреба

### Части на наргилето
Като се изключат уплътненията, обикновено наргилето се състои от пет части, като четири от тях са задължителни за правилното функциониране.

#### Чашка
Известна още като главата на наргилето, чашката представлява малък съд, обикновено направен от глина или камък (мрамор), в който се поставя тютюнът и въгленът, докато се пуши. Закрива се с тънко алуминиево фолио с няколко малки дупчици, преди да се постави въглена отгоре му.

#### Бору
Известен още като маркуч. Представлява тънка гъвкава тръба през която се дърпа дима. В двата края има дървени или метални мундщуци. Понякога се украсява с фолклорни мотиви.

#### Тяло с тръба и клапан
Тялото на наргилето представлява дълга метална тръба с уплътнител в долния край. Уплътнителят има поне един отвор за чибук (маркуч). Той осигурява плътното затваряне между тялото и стъкленицата.
Уплътнителят може да има допълнителни отвори с клапани, през които да се почиства или на които да се монтират допълнителни чибуци. Когато наргилето има повече от един маркуч, то трябва задължително да е оборудвано с клапани. В противен случай при дърпане през един от маркучите, въздухът, вместо да минава през тютюна в чашката, ще влиза през другите маркучи.

#### Стъкленица
Известна още като водно тяло или воден съд. Разположена най-отдолу, стъкленицата се пълни с вода или друга течност, през която се филтрира димът от тютюна, преди да попадне в чибука. Като преминава през водата димът става по-мек и се охлажда. Това прави вдишването на дима от наргилето по-приятно от този на обикновените цигари. Също се смята, че преминаването през водата има и филтриращ ефект. Нивото на течността в стъкленицата трябва да бъде по-високо от най-ниския край на тръбата на тялото, за да може димът да преминава през нея. Като течност в наргилето може да се налее не само вода, но и алкохолни напитки, вина, спирт или плодов сок. Особено подходящо е, при пушенето на неароматизиран тютюн, да се използват ароматни алкохолни напитки като коняк, мента, анасонови алкохолни напитки, розови вина и др.

#### Чинийка
В чинийката се оставят употребените въглени или се изсипва пепелта. Чинийката е част от наргилето, без която то може да функционира. Като алтернатива или допълнение, може под наргилето да се постави по-широк метален поднос, за да не бъде изгорена повърхността под наргилето, ако падне въглен.

#### Гумени маншони
Гумените маншони обикновено се поставят между чашката и тялото, между тялото (уплътнителя) и стъкленицата и между извода и чибука (маркуча). Използването на гумени маншони не е задължително. Понякога се прилага омотана хартия или лента около частите. Поставя се за да изолира пролуките между частите, като не позволява при дърпане от там да прониква въздух. По този начин димът става по-плътен.

### Използване
Стъкленицата се пълни с течност, така че при потапянето на тръбата, най-ниският ѝ край да е на няколко сантиметра под нивото на течността. След това уплътнителят се закрепя здраво и херметически към стъкленицата. В чашката се поставя тютюн, така че да може през него да минава въздух и чашката се закрепя в горния край на тялото. Чашката над тютюна се покрива с алуминиево фолио, на което се правят няколко дупчици. След това върху него се поставят нагорещените въглени. Фолиото предпазва от вдишване на пепел от въглена и задържа топлината при тютюна.
Когато се дърпа през чибука, въздухът минава през въглена. Въгленът не изгаря тютюна директно, а го изпича, от което се получава дим. Димът слиза по тръбата до течността в стъкленицата. Въздухът излиза като мехури, като преминава през течността и излиза на повърхността на течността в стъкленицата, от където попада в чибука (маркуча). При дърпане димът от стъкленицата попада в дробовете на пушача, а понижаването на налягането стартира същия процес наново. При преминаването на въздух през въглена, той се разгаря, което му позволява да не загасне докато се пуши. При пушене, димът може да не се вдишва, а да се задържа в устата. Рецепторите в устата улавят аромата на тютюна, така че това може да бъде напълно достатъчно.
Наргилето трябва да бъде затворено херметически докато се пуши. В противен случай въздухът, който не е минал през въглена и тютюна ще разрежда дима.
Водата филтрира част от дима и премахва част от вредните газове, но все пак наргилето е не по-малко вредно от цигарите и пурите.

## Консумативи за наргиле

### Тютюн
Тютюнът за наргиле се състои от специален вид тютюн – washed tobacco, глицерол, мед (в някои случаи) и аромати. За разлика от другите тютюни – за лула, цигара, пура е лепкав и мазен на вид, с аромат на плодове, кафе, дъвка, ядки, мента и пр. Произвежда се в Турция, Йордания, Обединените Арабски Емирства, Египет, Сирия. 

### Въглени
Въглените за наргиле се делят на два вида – леснозапалими (изкуствени) и естествени. Първите се запалват за секунди при контакт с пламък, но поради използваните за тази цел химикали отделят дим с миризма на сяра и амоняк по време на запалване. Естествените се състоят от пресован въглищен прах, но поради естеството си изискват непрестанен контакт с пламък или нагревателна плоча (котлон) до нагряване и запалване на повърхността.

## Свързани теми
- Пушене
- Цигара
- Пура
- Лула